# South Henderson
South Henderson – jednostka osadnicza w Stanach Zjednoczonych, w stanie Karolina Północna, w hrabstwie Vance.